# Le Petit Faust

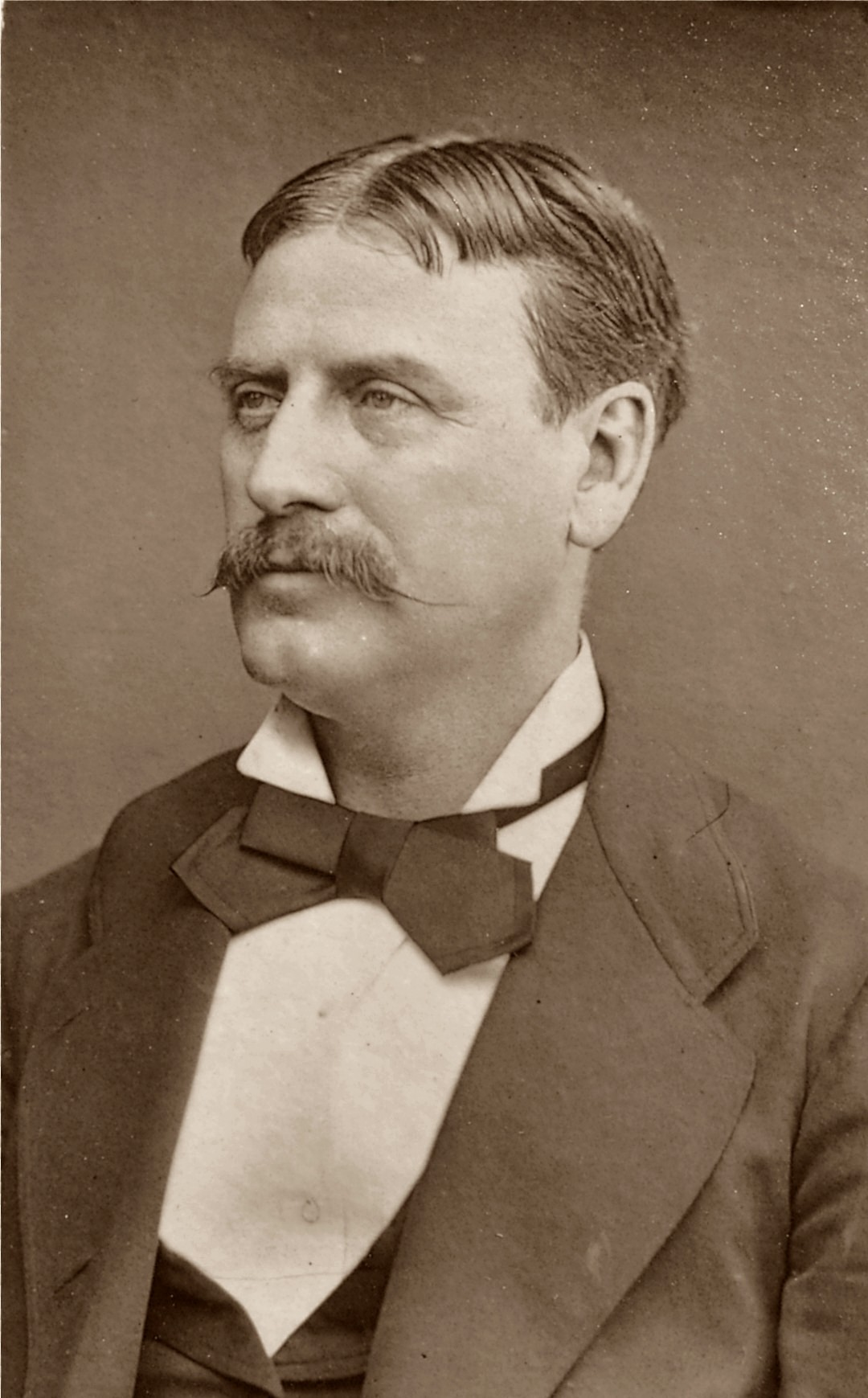
Hervé

Le Petit Faust är en opéra bouffe i fyra akter med musik av Hervé och libretto av Hector-Jonathan Crémieux och Adolphe Jaime. Verket är en burlesk eller parodi på Faust av Johann Wolfgang von Goethe och operan med samma namn av Charles Gounod. 

## Historia
Gounods opera Faust, löst byggd på episoder från Goethes drama, hade premiär i Paris 1859 och åtnjöt stor popularitet. Hervé hade skapat ett flertal lyckade operetter och med detta verk tog han och hans librettister Fausthistorien och lade till ett flertal komiska vändningar.

## Mottagande och uppförandehistorik
Operan hade premiär den 23 april 1869 på Théâtre des Folies-Dramatiques i Paris. Le Petit Faust hyllades av samtidens kritiker för dess livliga och eleganta musik och spelades mer än 200 föreställningar i följd. Operan sattes upp i London och andra europeiska städer och spelades flitigt i Frankrike under hela 1800-talet. 1870 sattes den upp på Broadway i New York i en engelsk version av Henry B. Farnie med titeln Little Faust! En nypremiär i Paris 1935 gavs med Fanély Revoil som Mephisto. Senare uppsättningar har satts 2015 på Staatstheater am Gärtnerplatz i München. Opéra de Marseille har annonserat en ny uppsättning av operan med premiär i mars 2019.

## Personer

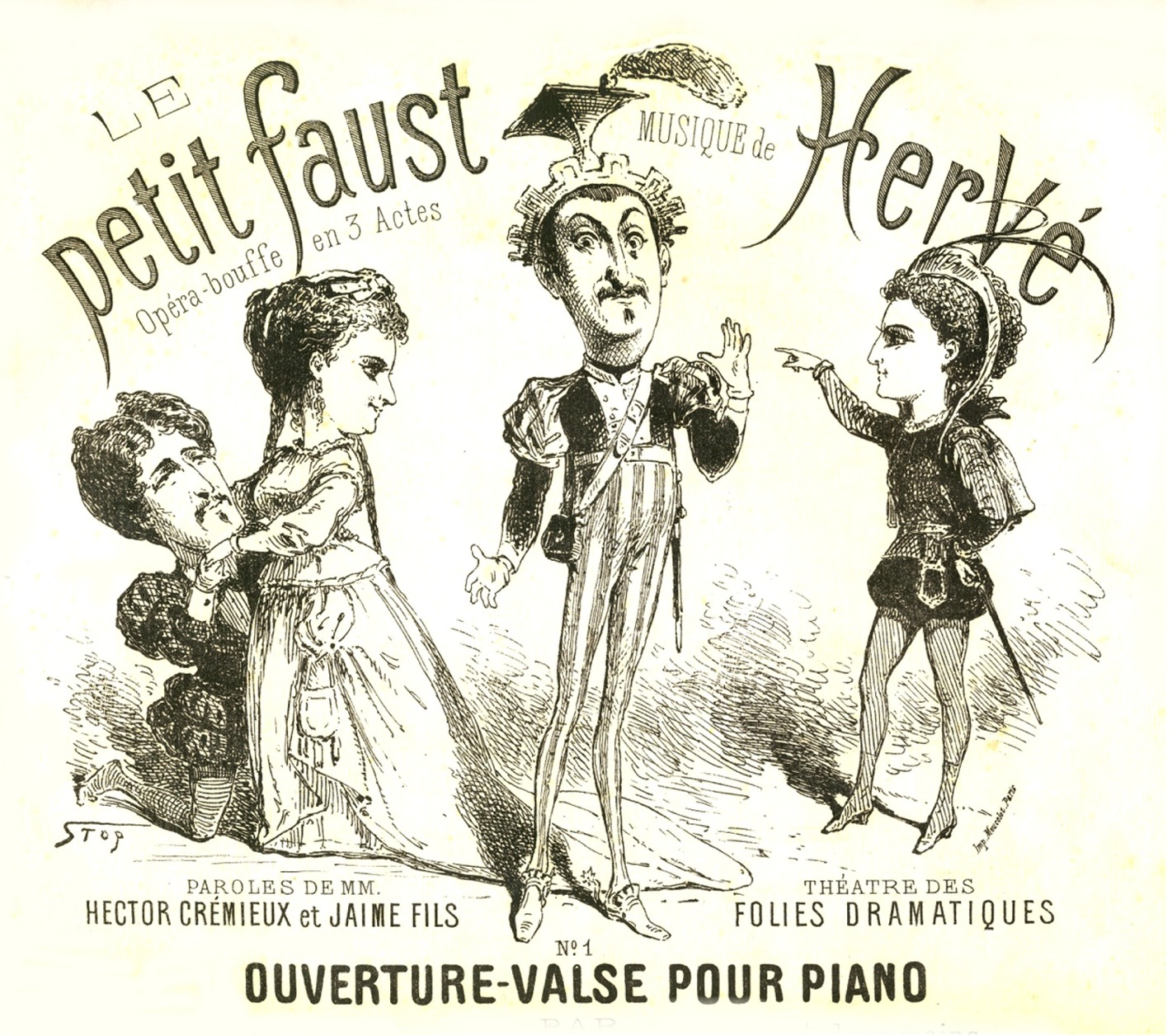
Huvudrollsinnehavarna vid premiären Le Petit Faust

| Roller                       | Premiärbesättning den 23 april 1869 (Dirigent: Thibault) |
| ---------------------------- | -------------------------------------------------------- |
| Mephisto (byxroll)           | Mlle Van Ghell                                           |
| Marguerite                   | Blanche d'Antigny                                        |
| Faust                        | Hervé                                                    |
| Valentin, Marguerites broder | M.Milher                                                 |

## Handling

### Akt 1
Dr. Fausts studerkammare
Dr. Faust, en äldre professor vid en privatskola, har svårt att hålla pli på sina olydiga studenter, däribland Siébel. Studenterna skickar fräcka lappar till varandra och ritar obscena teckningar i kurslitteraturen, men använder sin fysiska charm för att undvika straff. Valentin kommer in med andra soldater - han ska dra ut i krig och har tagit med sin syster Marguerite till skolan så hon kan vistas där i hans frånvaro. Dr. Faust känner sig dragen till Marguerites oskuldsfullhet och skönhet och godtar henne som sin student trots att hon är för gammal för skolan. Djävulen Mephisto uppenbarar sig för Faust och erbjuder honom ungdom, skönhet och rikedom i utbyte mot hans retorikkrafter - inte hans själ som hos Goethe och Gounod. Marguerite är dock inte så oskyldig och ren som det verkar. Hon flyr från skolan och åker till London för att lära britterna hur man dansar can-can. Faust, som nu är ung och rik, vet inte vart Marguerite har rest och bestämmer sig för att ge sig ut i världen och leta efter henne.

### Akt 2
En nattklubb

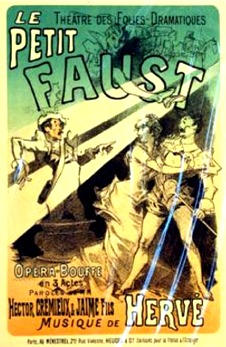
Le Petit Faust, omslag till noterna

Studenter, nöjeslystna och demimonder roar sig med att dricka, dansa och ha kul. Faust kommer in, trött på livets tomma nöjen. Mephisto har låtit det bli känt att Faust har en stor förmögenhet att ge till Marguerite. Flickor från Japan, Italien, Frankrike och hela världen påstår att de är Marguerite men Faust avvisar dem alla. Den riktiga Marguerite dyker upp och Faust är förbluffad över att se en sådan "oskyldig" flicka i dessa sjaskiga kvarter. Han ska precis ta med henne i sin vagn då Valentin dyker upp. Han är tillbaka från kriget och är rasande över att finna Faust där med hans syster. Valentin och Faust duellerar och med hjälp av Mephisto dödar Faust Valentin och tar med sig Marguerite.

### Akt 3
Marguerites sovrum
Marguerite inväntar Faust, men har svårt att minnas hans namn. Hon går igenom de sina senaste älskare, varav hon särskilt minns en vid namn Adolphe. Faust kommer in och Marguerite försöker ge en vink om hennes tidigare liv och ber till Gud om förlåtelse. Medan de intar kvällsmålet skräms de av att se Valentins ande i soppterrinen. Spöket informerar henne om att Fausts stora förmögenhet kommer från djävulen men hon bryr sig inte. Valentins ande säger också att Faust har givit bort alla sina pengar till de fattiga för att bli henne värdig. Faust bekräftar detta, varpå Marguerite bittert förebrår honom för mordet på hennes broder och säger att hon inte vill veta av honom.

### Akt 4
Valborgsmässoafton
Häxor, demoner, spöken och andar firar. Mephisto begär att Faust ska fullfölja sitt löfte men Valentins ande blir förlöst och far till himlen.